# Natourcriterium Roeselare 2017
De 8e editie van de Belgische wielerwedstrijd het Criterium van Roeselare werd verreden op 25 juli 2017. De start en finish vonden plaats in Roeselare. De winnaar was Chris Froome, gevolgd door Oliver Naesen en Jelle Wallays.

## Uitslag
| Natourcriterium Roeselare 2017 |                          |                     |            |
| Plaats                         | Naam                     | Ploeg               | Tijd       |
| Winnaar                        | Chris Froome             | Team Sky            | 2u 31' 00" |
| 2                              | Oliver Naesen            | Ag2r-La Mondiale    | z.t.       |
| 3                              | Jelle Wallays            | Lotto Soudal        | z.t.       |
| 4                              | Tiesj Benoot             | Lotto Soudal        | 12"        |
| 5                              | Guillaume Van Keirsbulck | Wanty-Groupe Gobert | z.t.       |

2010 · 2011 · 2012 · 2013 · 2014 · 2015 · 2016 · 2017 · 2018 · 2019 · 2020 · 2021 · 2022